# Países Bajos en los Juegos Olímpicos de París 2024
Los Países Bajos estuvieron representados en los Juegos Olímpicos de París 2024 por un total de 258 deportistas que compitieron en 26 deportes. Responsable del equipo olímpico es el Comité Olímpico Neerlandés, así como las federaciones deportivas nacionales de cada deporte con participación.
Los portadores de la bandera en la ceremonia de apertura fueron el jugador de baloncesto Worthy de Jong y la jugadora de balonmano Lois Abbingh.

## Medallistas
El equipo olímpico de los Países Bajos obtuvo las siguientes medallas:
| Nombre | Deporte             | Competición                |
| --- | ------------------- | -------------------------- |
| Oro |                     |                            |
| Eugene Omalla Lieke Klaver Isayah Klein Ikkink Femke Bol                                                                                    | Atletismo           | 4 × 400 m mixto            |
| Sifan Hassan | Atletismo           | Maratón F                  |
| Jan Driessen Dimeo van der Horst Arvin Slagter Worthy de Jong                                                                               | Baloncesto 3×3      | Torneo M                   |
| Harrie Lavreysen | Ciclismo en pista   | Velocidad individual M     |
| Roy van den Berg Harrie Lavreysen Jeffrey Hoogland                                                                                          | Ciclismo en pista   | Velocidad por equipos M    |
| Harrie Lavreysen | Ciclismo en pista   | Keirin M                   |
| Equipo | Hockey sobre hierba | Torneo M                   |
| Equipo | Hockey sobre hierba | Torneo F                   |
| Sharon van Rouwendaal | Natación            | 10 km F                    |
| Lennart van Lierop Finn Florijn Tone Wieten Koen Metsemakers                                                                                | Remo                | Cuatro scull (M4X) M       |
| Karolien Florijn | Remo                | Scull individual (W1X) F   |
| Ymkje Clevering Veronique Meester | Remo                | Dos sin timonel (W2-) F    |
| Benthe Boonstra Hermine Drenth Tinka Offereins Marloes Oldenburg                                                                            | Remo                | Cuatro sin timonel (W4-) F |
| Marit Bouwmeester | Vela                | Laser Radial F             |
| Odile van Aanholt Annette Duetz | Vela                | 49er FX F                  |
| Plata |                     |                            |
| Lieke Klaver Cathelijn Peeters Lisanne de Witte Femke Bol                                                                                   | Atletismo           | 4 × 400 m F                |
| Manon Veenstra | Ciclismo BMX        | Carrera F                  |
| Hetty van de Wouw | Ciclismo en pista   | Keirin F                   |
| Marianne Vos | Ciclismo en ruta    | Ruta F                     |
| Melvin Twellaar Stefan Broenink | Remo                | Doble scull (M2X) M        |
| Ralf Rienks Olav Molenaar Sander de Graaf Ruben Knab Gert-Jan van Doorn Jacob van de Kerkhof Jan van der Bij Mick Makker Dieuwke Fetter (t) | Remo                | Ocho con timonel (M8+) M   |
| Laila Youssifou Bente Paulis Roos de Jong Tessa Dullemans                                                                                   | Remo                | Cuatro scull (W4X) F       |
| Bronce |                     |                            |
| Sifan Hassan | Atletismo           | 5000 m F                   |
| Sifan Hassan | Atletismo           | 10 000 m F                 |
| Femke Bol | Atletismo           | 400 m vallas F             |
| Maike van der Duin Lisa van Belle | Ciclismo en pista   | Madison F                  |
| Maikel van der Vleuten (Beauville Z) | Deportes ecuestres  | Saltos individual          |
| Caspar Corbeau | Natación            | 200 m braza M              |
| Tes Schouten | Natación            | 200 m braza F              |
| Bregje de Brouwer Noortje de Brouwer | Natación artística  | Dúo                        |
| Simon van Dorp | Remo                | Scull individual (M1X) M   |
| Luuc van Opzeeland | Vela                | iQFoil M                   |
| Annelous Lammerts | Vela                | Formula Kite F             |
| Equipo | Waterpolo           | Torneo F                   |